# Miroslav Mentel
Miroslav Mentel (ur. 2 grudnia 1962 w Šuranach) – słowacki piłkarz występujący na pozycji bramkarza.

## Kariera piłkarska
Od 1980 do 1996 roku występował w Inter Bratysława, Dukla Bańska Bystrzyca, Dunajská Streda, Urawa Reds i Opava.

## Kariera trenerska
Po zakończeniu piłkarskiej kariery pracował jako trener w takich klubach jak: SFC Opava, Senica, FC Petržalka i Inter Bratysława.